# پوسته (رایانه)

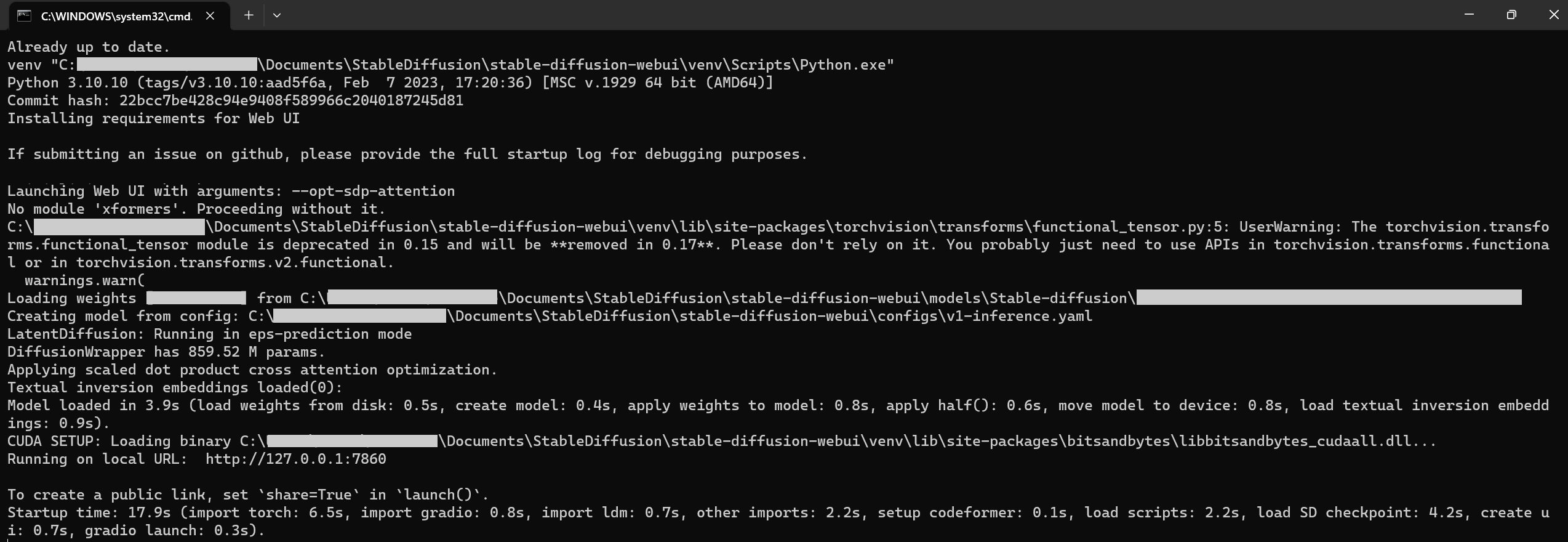
تصویر پنجره Command line ویندوز با نمایش دستور نصب Stable Diffusion

پوسته یا شِل (به انگلیسی: Shell) یک نرم‌افزار سیستم است که یک واسط کاربری برای استفاده از خدمات و برنامه‌های هستهٔ سیستم عامل ایجاد می‌کند. پوسته‌ها می‌توانند گرافیکی باشند یا فقط متنی باشند (نظیر خط فرمان در سیستم‌عامل لینوکس).
- پوسته متنی به کاربران اجازه می‌دهد دستورات را به‌صورت مستقیم وارد کنند و نتیجه آن را مشاهده کنند.
- پوسته گرافیکی از طریق واسط کاربری بصری تعامل با سیستم را تسهیل می‌کند.

#### مثال:
- خط فرمان لینوکس (Terminal) به‌عنوان یک پوسته متنی.
- Windows Explorer به‌عنوان یک پوسته گرافیکی.

## تاریخچه و توسعه پوسته‌ها
پوسته‌ها از دهه ۱۹۷۰ به‌عنوان بخشی از سیستم‌عامل یونیکس توسعه یافتند. اولین پوسته متنی، sh (Bourne Shell)، توسط استیون بورن طراحی شد.

### دهه ۱۹۸۰
معرفی C Shell (csh) که امکاناتی مانند دستورات شرطی و حلقه‌ها را بهبود داد.

### دهه ۱۹۹۰
توسعه Bash (Bourne Again Shell) که در بسیاری از سیستم‌عامل‌های لینوکس پیش‌فرض شد.

### دهه ۲۰۰۰
معرفی PowerShell توسط مایکروسافت برای مدیریت سرورها و سیستم‌های ویندوز.

#### نوآوری‌ها
- پشتیبانی از اسکریپت‌نویسی.
- تعامل پویا با هسته سیستم‌عامل.

## انواع پوسته‌ها
پوسته‌ها بر اساس نوع تعامل به دو دسته تقسیم می‌شوند:
- متنی (CLI): مانند Bash، Zsh، PowerShell.
- گرافیکی (GUI): مانند GNOME Shell در لینوکس یا Finder در macOS.

#### پوسته‌های متنی مهم
- Bash: پوسته پیش‌فرض بسیاری از توزیع‌های لینوکس.
- Zsh: با امکانات پیشرفته‌تر و سفارشی‌سازی بالا.
- PowerShell: مناسب برای اسکریپت‌نویسی در ویندوز.

#### پوسته‌های گرافیکی مهم
- GNOME Shell: برای محیط دسکتاپ لینوکس.
- Windows Explorer: مدیریت فایل‌ها و برنامه‌ها در ویندوز.

## ویژگی‌ها و کاربردها

### ویژگی‌های اصلی

#### اسکریپت‌نویسی
اجرای مجموعه‌ای از دستورات از طریق فایل‌های متنی.

#### اتوماسیون وظایف
تسریع کارهای تکراری مانند نصب نرم‌افزار یا پشتیبان‌گیری.

#### مدیریت سیستم
امکان تغییر تنظیمات سیستم از طریق دستورات.

### کاربردها
- توسعه نرم‌افزار.
- مدیریت سرورها.
- اجرای دستورات در محیط‌های محدود مانند سرورهای ابری.

## مقایسه پوسته‌های معروف
| ویژگی‌ها             | Bash       | Zsh        | PowerShell      |
| ------------------- | ---------- | ---------- | --------------- |
| سیستم‌عامل           | لینوکس، مک | لینوکس، مک | ویندوز          |
| قابلیت اسکریپت‌نویسی | قوی        | پیشرفته‌تر  | یکپارچه با .NET |
| سفارشی‌سازی          | محدود      | بالا       | محدود           |

- Bash به دلیل سادگی و گستردگی استفاده، محبوب‌ترین پوسته CLI است.
- Zsh امکانات بیشتری مانند تکمیل خودکار بهتر دارد.
- PowerShell برای مدیریت ویندوز و محیط‌های سرور طراحی شده است.

### چالش‌ها و محدودیت‌ها
- شیب یادگیری بالا: کاربران تازه‌کار ممکن است در استفاده از دستورات CLI دچار مشکل شوند.

- وابستگی به سیستم‌عامل: برخی پوسته‌ها فقط در سیستم‌عامل‌های خاصی قابل استفاده هستند.

#### مثال:
- PowerShell تنها در محیط ویندوز قابل استفاده است (گرچه نسخه‌هایی برای لینوکس نیز ارائه شده است).
- Zsh و Bash بیشتر در محیط‌های مبتنی بر یونیکس به کار می‌روند.

## آینده پوسته‌ها

### یکپارچه‌سازی بیشتر
پوسته‌ها به‌سمت تعامل بهتر با ابزارهای DevOps و محیط‌های ابری پیش می‌روند.

### قابلیت‌های هوشمندتر
استفاده از یادگیری ماشین برای تکمیل دستورات و پیش‌بینی نیاز کاربر.

### رابط‌های گرافیکی-متنی ترکیبی
ترکیب GUI و CLI برای استفاده آسان‌تر و قدرت بیشتر.